# 汝郁
汝郁（?—?），字叔異，陳國（今河南省淮阳县）人，东汉政治人物。
汝郁五歲时，母亲得病，不能飲食，汝郁常抱持哭泣，也不肯飲食。母亲可憐他，強迫他吃飯，骗他已经痊愈。汝郁发现母親神色不平，还是不吃。宗親都很奇異，于是表字为「異」。汝郁再次被徵召，抱病而应公車，尚書命汝郁自力受拜。汝郁乘輦白衣到达公車門，尚書臺遣兩个守門者扶汝郁，汝郁入拜郎中。